# 11月5日
11月5日是阳历一年中的第309天（闰年第310天），离全年的结束还有56天。

## 大事紀

### 19世紀以前
- 1138年：越南李朝君主李英宗登基，开展其37年的统治。
- 1556年：莫卧儿帝国军队于第二次帕尼帕特战役中击败印度的苏尔王朝，得以占领德里和阿格拉。
- 1688年：光榮革命：荷蘭執政威廉三世與其妻瑪麗二世應英格蘭議會之邀，率軍登陸英格蘭，國王詹姆士二世被迫出逃。
- 1757年：普鲁士国王腓特烈二世在罗斯巴赫会战中击败法国与神圣罗马帝国的联军。

### 19世紀
- 1838年：洪都拉斯脱离中美洲联邦，宣布独立。
- 1872年：美国女权主义者苏珊·安东尼带领妇女参加总统选举的投票，事后因为妇女没有选举权而被捕。
- 1883年：馬赫迪戰爭中，苏丹军队于喀土穆附近击败英军。

### 20世紀
- 1911年：意大利王国吞并奥斯曼帝国的北非省份的黎波里于昔兰尼加。
- 1912年：伍德罗·威尔逊当选第28任美国总统。
- 1913年：《中俄蒙协约》签署生效，中国实际承认沙俄对外蒙古的控制权。
- 1914年：第一次世界大战：法英两国向奥斯曼帝国宣战。
- 1916年：第一次世界大战：德国和奥匈帝国扶植的傀儡政权波兰王国成立。
- 1917年：吉洪当选成为莫斯科以及俄罗斯正教会牧首一职。
- 1922年：共产国际第四次代表大会于彼得格勒和莫斯科举行。
- 1924年：中华民国直系军阀冯玉祥将清朝末代皇帝溥仪驱逐出紫禁城。
- 1930年：国民革命军对苏区展开首次围剿。
- 1940年：富兰克林·罗斯福第三度当选美国总统，成为唯一任期超过两届的美国总统。
- 1945年：哥伦比亚加入联合国。
- 1945年：經過近1年的推演與工程，總算將不屈號的艦艏接在惡毒號因故失去的艦艏上[1]。
- 1950年：韓戰：聯合國軍大英國協第27旅在博川郡成功阻止中國人民志願軍突破防線。
- 1951年：《中国少年报》创刊。
- 1954年：中国治淮的主要工程佛子岭水库竣工。
- 1955年：毁于第二次世界大战的维也纳国家歌剧院重建之后，举行第一次演出，剧目是贝多芬的费德里奥。
- 1960年：中国第一枚地对地导弹东风一号在酒泉卫星发射中心成功发射。
- 1968年：理查德·尼克松当选第37任美国总统。
- 1973年：台湾光華號列车在嘉義與卡車相撞，3人死亡。
- 1975年：中华人民共和国与斐济建交。
- 1976年：和諧式客機飛抵香港啟德機場。
- 1978年：韩国与图瓦卢建交。
- 1986年：美国海军访问青岛，这是1949年后，美国海军第一次访问中国。
- 1991年：熱帶風暴黛瑪吹襲菲律賓。
- 1993年：香港屯門新市鎮在颱風艾拉吹襲過後出現嚴重水侵，食水中斷供應。
- 1996年：比尔·克林顿成功连任美国总统。
- 1996年：巴基斯坦总统法鲁克·莱加里撤去总理贝娜齐尔·布托的职务，并解散了国民议会。
- 1999年：中国石油天然气股份有限公司成立。

### 21世紀
- 2002年：韩国“国民统合21”创党，郑梦准被推选为总统候选人和党首。
- 2003年：美國連環殺手蓋瑞·利奇威承認48項一級謀殺罪。
- 2006年：伊拉克独裁者萨达姆被判绞刑。
- 2007年：作為中國探月工程第一階段的嫦娥一號人造衛星進入環月軌道，為中國首顆繞月人造衛星。
- 2007年：Google與34家硬體製造商、軟體開發商、電信營運商共同創辦開放手機聯盟，並發布Android的源代碼。
- 2009年：美国胡德堡陆军基地发生枪击案，12名军人和1名军方雇员在事件中丧生。
- 2013年：印度发射火星軌道探測器，为该国的首个太陽系探測器。
- 2017年：北斗三号全球组网双星首次发射
- 2021年：中國國務院臺灣事務辦公室將蘇貞昌、游錫堃和吳釗燮列為「臺獨」頑固分子，並實施懲戒措施。
- 2021年：獅子山共和國首都自由城發生油罐車與卡車相撞導致的爆炸事故，造成至少108人死亡和100多人受傷。

## 出生
- 1549年：莫爾奈的菲力浦，法國神學家（1623年逝世）
- 1615年：易卜拉欣一世，奥斯曼帝國第18任苏丹（1648年逝世）
- 1641年：孝惠章皇后，清朝顺治帝第二任皇后（1718年逝世）
- 1718年：劉星煒，清朝官員，學政、禮部侍郎、工部侍郎（1772年逝世）
- 1778年：喬瓦尼·巴蒂斯塔·貝爾佐尼，義大利探險家（1823年逝世）
- 1798年：瑪麗·卡羅琳，两西西里王國公主（1870年逝世）
- 1854年：保羅·萨巴捷，法國化學家，1912年諾貝爾化學獎得主（1941年逝世）
- 1855年：尤金·德布斯，美國社会主义党派的創始人（1926年逝世）
- 1873年：特迪·弗拉克，澳大利亞男子田徑、網球運動員（1935年逝世）
- 1885年：威爾·杜蘭特，美國作家、歷史學家、哲學家（1981年逝世）
- 1893年：雷蒙德·洛威，美國工業設計師、美國工業設計奠基人（1986年逝世）
- 1895年：鄒韜奮，中國大陸記者、政治家（1944年逝世）
- 1905年：陳世驤，中國大陸昆蟲學家、進化分类学家（1988年逝世）
- 1907年：赵朴初，中國大陸著名社会活动家、佛教人士、书法家、诗人、作家（2000年逝世）
- 1913年：费雯·麗，英國演員（1967年逝世）
- 1921年：茀絲亞·福阿德，伊朗皇后，埃及公主（2013年逝世）
- 1930年：拉斐爾·梅舒朗，保加利亞裔以色列有機化學家（2023年逝世）
- 1932年：鮑彤，中國大陸政治人物，曾任中國共產黨第十三屆中央委員會委員（2022年逝世）
- 1936年：乌韋·泽勒，德國退役足球運動員
- 1941年：富野由悠季，日本動畫監督
- 1941年：亞特·葛芬柯，美國男歌手
- 1943年：山姆·谢泼德，美國演員、剧作家、作家、導演（2017年逝世）
- 1945年：瓦萊麗·拜登·歐文斯，美國政治戰略家
- 1948年：威廉·丹尼爾·菲利普斯，美國物理学家，1997年諾貝爾物理學獎得主
- 1951年：劉長樂，中國大陸、香港企業家
- 1952年：比爾·沃頓，美國職業籃球運動員（2024年逝世）
- 1952年：奥列格·布洛欣，乌克蘭足球運動員、教練
- 1957年：丹尼爾·T·吉爾伯特，美國社會心理學家、作家
- 1959年：羅伯特·帕特里克，美國演員
- 1960年：毛舜筠，香港女演員
- 1960年：蒂妲·史雲頓，英國女演員
- 1963年：让-皮埃尔·帕潘，法國足球運動員
- 1963年：汉斯·吉尔豪斯，荷蘭足球運動員
- 1963年：亞伊爾·拉皮德，以色列政治人物，現任以色列總理
- 1964年：阿貝迪·貝利，加納足球運動員
- 1965年：趙敏基，韓國演員
- 1967年：游安順，台灣男演員
- 1968年：黃英賢，華裔澳洲政治人物，現任澳洲外交部長
- 1968年：山姆·洛克威爾，美國男演員
- 1971年：梁漢文，香港歌手
- 1973年：博斯科·恩塔甘達，剛果民主共和國戰爭犯，前全國保衛人民大會軍事參謀長
- 1973年：凌宗湧，台灣花藝家
- 1974年：柏素，克羅地亞足球運動員
- 1974年：傑里·斯塔克豪斯，美國篮球運動員
- 1974年：鄭麗，中國大陸中央電視台新闻節目主持人
- 1976年：荒木哲郎，日本動畫師、演出家、動畫導演
- 1977年：花森小桃，日本女性漫畫家
- 1977年：理查德·賴特，英國足球運動員
- 1978年：蘆芳生，中國大陸男演員
- 1979年：李焯寧，香港女演員
- 1979年：董璇，中國大陸女演員
- 1979年：基斯·麦克劳德，美國NBA球員
- 1979年：大衛·蘇亞素，洪都拉斯足球運動員
- 1979年：李奧納多·南，澳大利亞男演員
- 1980年：梅斯達，德國足球運動員
- 1980年：路克·漢斯沃，澳大利亞男演員
- 1981年：克谢尼娅·索布恰克，俄羅斯電視主播、記者、社交名媛、女演員
- 1982年：韓志旼，韓國女演員
- 1982年：迈克·汉克，德國足球運動員
- 1983年：鄭松泰，香港社會科學者，香港立法會前議員
- 1983年：安英美，韓國戲劇演員、主持人
- 1984年：埃利烏德·基普喬蓋，肯亞男子長跑運動員
- 1985年：田中聖，日本男子偶像團體KAT-TUN成員
- 1985年：可嵐，香港女歌手
- 1985年：JR，台灣主持人、歌手、演員
- 1985年：林逸欣，台灣女演員、主持人、歌手
- 1986年：BoA，韓國女歌手
- 1986年：卡斯柏·舒米高，丹麦足球運動員
- 1987年：凱文·強納斯，美國音樂家、演員
- 1987年：O·J·梅奥，美國篮球運動員
- 1987年：林映唯，台灣女演員
- 1988年：原紗友里，日本女性聲優
- 1988年：維拉·哥利，印度板球運動員
- 1992年：喬毓明，新加坡女歌手
- 1992年：渡邊翔太，日本男子偶像團體Snow Man成員
- 1992年：小奥德尔·贝克汉姆，美式足球運動員
- 1992年：馬高·華拉堤，意大利足球運動員
- 1993年：多和田任益，日本演員、模特
- 1995年：李振寧，中國大陸男子偶像團體UNINE成員
- 1995年：申度賢，韓國女演員、模特兒
- 1995年：吳捷安，台灣女藝人
- 1996年：蓝星蕾，馬來西亞女藝人
- 1996年：鈴木KONOMI，日本女歌手
- 1996年：莎賓娜·艾媞博柯娃，哈薩克籍日本排球選手
- 1997年：Yuha，韓國女子偶像團體Pristin成員
- 1997年：多米妮克·索恩，美國女演員
- 1998年：池昌珉，韓國男子偶像團體THE BOYZ成員
- 1998年：富安健洋，日本職業足球運動員
- 1999年：楊昊銘，中國大陸男演員、歌手
- 2001年：尼古拉斯·貝納維德斯，香港男子足球運動員
- 2002年：班·艾略特，英格蘭男子足球運動員
- 生年不詳：冼佩瑾，新加坡女歌手

## 逝世
- 191年：张温，东汉末年太尉（生年不详）
- 964年：范质，北宋大臣（911年出生）
- 1370年：卡齐米日三世，波兰国王（1310年出生）
- 1459年：約翰·法斯特爾夫，英格兰骑士（1378年出生）
- 1526年：希皮奧內·德爾·費羅，義大利數學家（1425年出生）
- 1559年：狩野元信，日本艺术家（1476年出生）
- 1605年：良渊王，缅甸君主（1555年出生）
- 1660年：亞歷山德羅，法国传教士（1591年出生）
- 1736年：近衛家熙，日本江戶時代公卿（1667年出生）
- 1758年：漢斯·埃格德，丹麦传教士（1686年出生）
- 1787年：克里斯托夫·維利巴爾德·格魯克，德國作曲家（1714年出生）
- 1879年：詹姆斯·克拉克·馬克士威，英国物理学家（1831年出生）
- 1883年：德大寺公純，日本江戶時代、明治時代公卿（1821年出生）
- 1930年：克里斯蒂安·艾克曼，荷蘭醫生、病理學家，1929年諾貝爾生理學或醫學獎得主（1858年出生）
- 1944年：鹿岡圓平，日本海軍少將（1901年出生）
- 1947年：弗蘭克·拉特雷·利利，美國動物學家（1870年出生）
- 1956年：阿特·塔图姆，美國爵士樂鋼琴家（1909年出生）
- 1980年：卡羅琳·布雷迪，美國語文學家（1905年出生）
- 1982年：袁克服，中国人民解放军将领（1907年出生）
- 1989年：弗拉基米爾·霍羅威茨，俄羅斯裔美國鋼琴家、作曲家（1903年出生）
- 1990年：雷蒙·奧利弗，法國廚師、電視節目主持人（1909年出生）
- 1991年：罗伯特·麦克斯韦，英国媒体企业家（1923年出生）
- 1992年：張文裕，中国高能物理学家（1910年出生）
- 1997年：以賽亞·伯林，英國社會和政治理論家、哲學家、思想史家（1909年出生）
- 2000年：胡绳，中国哲学家、历史学家（1918年出生）
- 2000年：維克多·格里尼克，美國半導體工業先驅、矽谷創建八叛逆之一（1924年出生）
- 2005年：唐余湘畹，香港教育家（1911年出生）
- 2006年：陳定南，台灣政治人物，曾任宜蘭縣長、法務部長、立法委員（1943年出生）
- 2007年：刘向三，中国政治人物（1910年出生）
- 2007年：尼爾斯·利德霍爾姆，瑞典足球運動員及教練（1922年出生）
- 2007年：林山田，台灣刑法學者（1937年出生）
- 2008年：源家祥，香港配音員（1940年出生）
- 2012年：艾略特·卡特，美國當代古典音樂作曲家（1908年出生）
- 2015年：切斯瓦夫·基什恰克，波兰将领及政治家（1925年出生）
- 2022年：卡爾梅努·米夫蘇德·邦尼奇，馬爾他政治人物，第9任馬爾他總理（1933年出生）
- 2022年：亞倫·卡特，美國男歌手、演員（1987年出生）
- 2023年：薩繆爾·桑福德·夏皮羅，美國統計學家、工程師（1930年出生）

## 节假日和习俗
- 世界海嘯日
- 英国：篝火之夜
- 巴拿马：科隆日
- 美国：银行转账日（英语：Bank Transfer Day）
- 菲律賓：内格罗斯革命纪念日